# 1916 en arts plastiques
| Années des arts plastiques : 1913 - 1914 - 1915 - 1916 - 1917 - 1918 - 1919    |
| Décennies des arts plastiques : 1880 - 1890 - 1900 - 1910 - 1920 - 1930 - 1940 |

Cette page concerne l'année 1916 en arts plastiques.

## Événements
- 5 février : le Cabaret Voltaire, ouvert à Zurich, marque le début du mouvement dada.
- La Société des peintres-graveurs canadiens est fondée à Toronto.

## Œuvres
- Moça no trigal, huile sur toile d'Eliseu Visconti
- Nu assis et Portrait de monsieur Lepoutre, tableaux d'Amedeo Modigliani ;
- Plage de Mont-Roig, tableau de Joan Miró.

## Naissances
- 24 janvier : Jean Marzelle, peintre français († 11 août 2005),
- 26 janvier : Giuseppe Maria Scotese, réalisateur, scénariste et peintre italien († 19 mai 2002),
- 30 janvier : René Léraud, peintre, graveur et sculpteur français († 14 mars 2010),
- 4 février : Pudlo Pudlat, dessinateur, peintre et graveur inuit canadien († 28 décembre 1992),
- 21 février : Roger Montané, peintre français († 14 juillet 2002),
- 24 mars : Siegfried L. Kratochwil, peintre et poète autrichien († 25 février 2005),
- 23 avril : Yiánnis Móralis, peintre grec († 20 décembre 2009),
- 29 avril :
  - Tony Agostini, peintre et lithographe français († 1990),
  - Zdenek Seydl, peintre, pastelliste, graveur et illustrateur austro-hongrois puis tchécoslovaque († 17 juin 1978),
- 1er mai : Jean Delpech, graveur, médailleur, peintre et illustrateur français († 30 mai 1988),
- 3 mai : Robert van Eyck, peintre et poète hollandais († 19 décembre 1991),
- 5 mai : Doris Lusk, peintre, potière et professeur d'université néo-zélandaise († 14 avril 1990),
- 15 juin : Alice Jaquet, peintre, dessinatrice et illustratrice suisse († 30 août 1990),
- 22 juin : Pericle Luigi Giovannetti, peintre et illustrateur suisse d’origine italienne († 19 août 2001),
- 2 juillet : Carlo Zinelli, peintre italien († 27 janvier 1974),
- 5 juillet : François Lanzi, peintre français († 13 novembre 1988),
- 7 juillet : Luc Peire, peintre et graveur belge († 7 avril 1994),
- 20 juillet : Jean-Marie Rückebusch, peintre aquarelliste français († 13 juillet 1984),
- 23 juillet : Maral Rahmanzade,  graphiste azerbaїdjanaise († 16 mars 2008),
- 30 juillet : Mario Prassinos, peintre non figuratif français d'origine grecque († 23 octobre 1985),
- 2 août :
  - Camille Hilaire, peintre, lithographe, vitrailliste, tapissier et mosaïste français († 7 juin 2004),
  - Alfonso Ossorio, peintre américano-philippin († 5 décembre 1990),
- 3 septembre : Lila De Nobili, peintre et créatrice de costumes et de décors d'opéra italienne († 19 février 2002),
- 21 septembre : Hans Ulrich Saas, peintre suisse († 15 octobre 1997),
- 27 septembre : Rui Juventin, peintre français († 21 octobre 1997),
- 17 octobre : Andrée Pollier, peintre française († 16 avril 2009),
- 18 octobre : Jean-Yves Couliou, peintre français († 1995),
- 19 octobre : José Charlet, architecte, peintre, sculpteur et graveur français († 19 mars 1993),
- 2 novembre : Fred Bourguignon, peintre et poète français († 17 mars 2008),
- 6 novembre : Christian Frain de la Gaulayrie, peintre postimpressionniste français († 29 mars 1989),
- 10 novembre : Louis le Brocquy, peintre irlandais († 25 avril 2012),
- 23 novembre : Vilmo Gibello, peintre italien († 17 septembre 2013),
- 3 décembre : Salvador Moreno Manzano, compositeur, historien de l'art et peintre mexicain († 7 juin 1999),
- 17 décembre : Toon Hermans, chanteur, cabaretier, poète, peintre et dessinateur néerlandais († 22 avril 2000),
- 23 décembre : Arpenik Nalbandyan, peintre russe puis soviétique († 17 mai 1964),
- ? :
  - Włodzimierz Zakrzewski, peintre et affichiste polonais († 1992).
  - Nakamura Bokushi, peintre japonais († 1973).
  - Richard Moketarinja, peintre aborigène australien († 1983).

## Décès
- 2 janvier : Mikhaïl Tkatchenko, peintre russe (° 18 novembre 1860),
- 5 janvier : Ulpiano Checa y Sanz, peintre et graveur espagnol (° 3 avril 1860),
- 7 janvier : Koyama Shōtarō, peintre japonais (° 15 février 1857),
- 8 janvier : Louis Aimé Japy, peintre français de l'École de Barbizon (° 19 octobre 1839),
- 9 janvier :
  - Tadeusz Ajdukiewicz, peintre polonais (° 1852),
  - Jan Umlauf, peintre austro-hongrois (° 21 juin 1825),
- 13 janvier :
  - Pierre Louis Léger Vauthier, peintre français (° 29 septembre 1845),
  - Fortuné Viguier, peintre français (° 20 janvier 1841),
- 17 janvier : Marie Bracquemond, peintre, graveuse et céramiste française (° 1er décembre 1840),
- 23 janvier : Emmanuel Damoye, peintre français de l'École de Barbizon (° 20 février 1847),
- 2 février : Gabriel Guérin, peintre français (° 21 décembre 1869),
- 3 février : Paolo Gaidano, peintre italien (° 28 décembre 1861),
- 9 février : Luigi Loir, peintre, illustrateur et lithographe français (° 22 décembre 1845),
- 20 février : Léon-François Comerre, peintre et sculpteur orientaliste français (° 10 octobre 1850),
- 28 février :
  - Maurice Orange, peintre et dessinateur français (° 9 mars 1867),
  - Shikō Imamura, peintre japonais (° 16 décembre 1880),
- 4 mars : Franz Marc, peintre allemand (° 8 février 1880),
- 15 mars : Marie-Nicolas Saulnier de La Pinelais, officier de marine, peintre, aquarelliste et graveur français (° 9 octobre 1836),
- 19 mars : Vassili Sourikov, peintre russe (° 24 janvier 1848),
- 2 avril : Ernest-Auguste Le Villain, peintre paysagiste français (° 14 février 1845),
- 13 avril : Édouard Jeanmaire, peintre suisse (° 27 août 1847),
- 7 mai : François Joseph Girot, peintre français (° 25 août 1873),
- 16 mai : Jean-Jacques Scherrer, peintre français (° 29 septembre 1855),
- 31 mai : Louis-Marie Faudacq, douanier, peintre et graveur français (° 19 mai 1840),
- 2 juin : Raffaele Faccioli, peintre italien (° 27 décembre 1845),
- 17 juin : Paul-Alfred Colin, peintre et enseignant français (° 19 octobre 1838),
- 25 juin : Thomas Eakins, peintre, sculpteur et photographe américain (° 25 juillet 1844),
- 28 juin : Ștefan Luchian, peintre roumain (° 1er février 1868),
- 29 juin : Georges Lacombe, peintre et sculpteur français (° 18 juin 1868),
- 5 juillet : Georges Lemmen, peintre, graveur et dessinateur impressionniste belge (° 25 novembre 1865),
- 6 juillet : Odilon Redon, peintre, graveur et écrivain français (° 20 avril 1840),
- 29 juillet : Heinrich Deiters, peintre allemand (° 5 septembre 1840),
- 16 août : Umberto Boccioni, peintre et sculpteur futuriste italien (° 19 octobre 1882),
- 23 août : Jean-Paul Aubé, sculpteur et médailleur français (° 3 juillet 1837),
- 26 août : François Brillaud, peintre français (° 23 septembre 1846),
- 28 août : Henri Harpignies, peintre paysagiste, aquarelliste et graveur français (° 28 juin 1819),
- 31 août :
  - Carl Jutz, peintre allemand (° 22 septembre 1838),
  - Charles Toché, peintre, affichiste et illustrateur français (° 26 juillet 1851),
- 9 septembre : Charles Bigot, peintre français (° 7 avril 1878),
- 15 septembre : Gabriel Deluc,  peintre français (° 1er octobre 1883),
- 21 septembre : Auguste Mollard, orfèvre et peintre sur émail français (° 10 janvier 1836),
- 30 septembre : Enrico Pestellini, peintre italien (° 1838),
- 19 octobre : Louis-Joseph-Raphaël Collin, peintre et illustrateur français (° 17 juin 1850),
- 22 octobre : Nikolaï Mechtcherine, peintre russe (° 28 février 1864),
- 25 octobre : Édouard Touraine, peintre et illustrateur français (° 26 janvier 1883),
- ? octobre : Eugène Berthelon, peintre français (° 17 novembre 1829),
- 1er novembre : Victor-Oscar Guétin, peintre français (° 17 mars 1872),
- 6 novembre : Stanislas Torrents, peintre français (° 23 mai 1839),
- 6 décembre :
  - Eugen Dücker, peintre romanticiste germano-estonien (° 10 février 1841),
  - Édouard Pail, peintre français (° 17 octobre 1851),
- 13 décembre : Antonin Mercié, sculpteur, médailleur et peintre français (° 29 octobre 1845),
- 15 décembre : Noémie Schmitt, miniaturiste française (° 28 juillet 1859),
- 18 décembre : Gaston Casimir Saint-Pierre, peintre français (° 12 mai 1833),
- 29 décembre : Maurice Delcourt, peintre, dessinateur et graveur français (° 3 juin 1877),
- 31 décembre :
  - Kazimierz Alchimowicz, peintre polonais (° 20 décembre 1840),
  - René Schützenberger, peintre français (° 29 juillet 1860),
- ? :
  - Napoleone Verga, peintre italien, spécialiste de miniatures (° 9 février 1833),
- Après 1916 :
- Arturo Petrocelli, peintre italien (° 18 avril 1856).